# When the Wife's Away (film 1926)
When the Wife's Away è un film muto del 1926 diretto da Frank R. Strayer.

## Trama
I due coniugi Billy e Ethel Winthrop si trovano in una condizione di assoluta miseria, così affittano un appartamento alla moda per fare un'ottima impressione al ricco zio Hiram.